# باز باران (فیلم ۱۳۸۲)
باز باران فیلمی کوتاه به کارگردانی علی وزیریان محصول سال ۱۳۸۲ است.
باز باران بر اساس نوشته‌ای از حمید گروگان با نگارش و بازنویسی بهزاد بهزادپور و علی وزیریان در کانون ساخته شد و روایتگر داستان پسربچه‌ای است که در ناحیه‌ای پرباران زندگی می‌کند و آرزو دارد مانند بچه‌های همسن و سال خود هنگام بارندگی از چتر استفاده کند، اما به دلیل وضع مالی خانواده خرید آن برایش کمی دشوار است. تا اینکه مادر پس از مدتی برای او چتر می‌خرد.

## جوایز
این فیلم نیمه‌بلند در سال ۱۳۸۵، در بخش رقابتی زوم جهانی جشنواره سیاتل که روزهای هفتم تا پانزدهم بهمن در سیاتل برگزار شد، جایزه هیئت داوران خردسال این رویداد سینمایی را در رقابت با 22 فیلم دیگر از کشورهای مختلف به خود اختصاص داد. جشنواره سیاتل در سال‌های گذشته به صورت غیررقابتی برگزار می‌شد، ولی در این سال، گروهی از داوران خردسال به ارزیابی فیلم‌های جشنواره پرداختند و در پایان "باز باران" به عنوان تنها انتخاب آنها و فیلمی که به بهترین وجه موجب بالا بردن درک و همکاری بین‌المللی شده شایسته دریافت جایزه شناخته شد.
این فیلم همچنین برندهٔ جایزه پروانه زرین از هجدهمین جشنواره بین‌المللی فیلم کودک و نوجوان در اصفهان شد.